# マッギード
マッギード（מַגִּיד maggīdh）は、特に18世紀頃のポーランドにおいて、職業的に多くのユダヤ人コミュニティーを巡回して講義を行ったユダヤ教活動家を言う。「説教師」と訳されることもある。
昔の東欧のコミュニティーでは、ラビはペサハの前の大シャッバート en:Shabbat Hagadol と、ヤーミーム・ノーラーイーム（ローシュ・ハッシャーナーとヨーム・キップールの間）のシャッバートにしか講義をしなかったため、マッギードがラビの講義の替わりとなっていた。
マッギードはコミュニティーで謝礼を受け取った。大きなユダヤ人コミュニティーでは、常設のマッギードもいた。

## 主なマッギード
- ヤコブ・ベン・ヴォルフ・クランツ（ヤンケフ・クランツ）、「ドゥブネル・マギッド」　Jacob ben Wolf Kranz of Dubno, der "Dubner Maggid" (1741-1804) （ドゥブノはヴォリニアの地名）
- メゼリッチのドヴベール　Dovber of Mezeritch (died 1772)

- ヒレル・ノア・マギッド（シュタインシュナイデル）　Hillel Noah Maggid - リトアニアの系図学者で歴史家、ポーランドの政治家サウル・ヴァール Saul Wahl の末裔　()
- ヘルムのモイシェ・イツホク（ケルメル・マギッド）　Moses Isaac of Chelm, der "Kelmer Maggid"
- ズバラシュとズウォチュフのゼヴ・ヴォルフ　Zev Wolf of Zbarazh and Zloczow
- 「グルスケル・マギッド」　Glusker Maggid ()、アバ・グルスク・レチェカ Abba Glusk Leczeka () - アーダルベルト・フォン・シャミソー en:Adalbert von Chamisso の詩の名前でもある

マギトソン、マジッドソン（例えばハーブ・マジッドソン（マジソン） Herb Magidson、マーク・マジッドソン Mark Magidson）というのはウクライナ、ベラルーシ地域などに起源を持つユダヤ人に特に多い姓である。